# Ecitophora comes
Ecitophora comes är en tvåvingeart som beskrevs av Schmitz 1914. Ecitophora comes ingår i släktet Ecitophora och familjen puckelflugor. Inga underarter finns listade i Catalogue of Life.